# Vitesse conseillée

Forme du panneau de vitesse conseillée dans la plupart des pays européens

Un des signes de vitesse conseillée aux États-Unis, indiquant aux conducteurs une courbe à venir

Le panneau de vitesse conseillée (ou vitesse recommandée au Québec) est employé pour notifier une vitesse à laquelle il est conseillé de circuler si les circonstances le permettent et si l’usager n’est pas tenu de respecter une vitesse inférieure spécifique à la catégorie du véhicule qu’il conduit. Le nombre apposé sur le signal indique la vitesse dans l’unité de mesure la plus couramment employée dans le pays pour désigner la vitesse des véhicules. Cette unité de mesure peut être précisée sur le signal. 

## Utilisation
La notion de vitesse conseillée est formalisée par la Convention de Vienne sur la signalisation routière (1968), dans le paragraphe relatif au « Signal Vitesse conseillée ». 
Cette recommandation peut être fixée par un corps gouvernemental quand, pour le conducteur, il peut ne pas être évident que la vitesse adaptée à la distance assurée de visibilité est inférieure à la limitation de vitesse. 
Les vitesses recommandées sont parfois utilisées dans des zones où sont présents de nombreux piétons, à l'intérieur de certains centres-villes ou à l'extérieur de certaines écoles, dans les virages serrés de certaines routes, ou lors de travaux. Rouler à une vitesse supérieure à la vitesse recommandée n'est pas illégal en soi, mais cela peut être considéré comme une négligence ; en cas de collision survenue à une vitesse supérieure à la limite, la responsabilité peut être attribuée partiellement ou entièrement à la personne ayant dépassé la vitesse recommandée.

## Spécificités locales
Son usage varie d'un pays à l'autre.
L'Australie fait une utilisation extensive de ces panneaux au travers de son réseau routier alors que la  Richtgeschwindigkeit (« vitesse de référence ») allemande est valide pour toutes les autoroutes du réseau allemand, qui peut les dépasser par des limites de vitesse pour des raisons telles que les intempéries, ou la densité de trafic ; alors qu'au Royaume-Uni et aux États-Unis, la vitesse conseillée n'est utilisée que pour les lieux risqués.

### Royaume-Uni
Au Royaume-Uni, la plupart des vitesses limitées imposées par des signaux variables sont conseillées, et il n'existe pas de sanction pour les conducteurs en excès; une exception notable sont les vitesses conseillées variables gérées par MIDAS (en) et ATM (en) et vérifiées par le radar de type Gatso (en)meter, sur les autoroutes M25, M42 et M6. Les signes imposant ces limites sont distincts des affichages ordinaires de vitesse conseillée par affichage VMS par l'inclusion d'un anneau rouge autour, changeant l'apparence effective de manière à ressembler à un signe de vitesse maximale.
Comme les local councils ont besoin du consentement du Department for Transport avant de changer une limitation de vitesse, certains utilisent la vitesse conseillée sur route que le DfT refuse de réduire officiellement.
L'utilité des vitesses conseillées a été remise en question par différentes études : un groupe du Transportation Research Board (en) a trouvé que les vitesses conseillées ne sont pas respectées par les conducteurs de véhicules à moteur, alors qu'une investigation du Manchester Evening News a trouvé que la plupart des bus du centre-ville de Manchester dépassent les vitesses conseillées locales de 10 mph, certains la dépassant de plus de 30 mph.

### Australie
En Australie, si une personne est impliquée dans un accident routier et si l'investigation révèle que le conducteur a dépassé la vitesse conseillée affichée, cela peut mettre en cause l'assurance conduisant à un non-remboursement par la société d'assurance.

### Allemagne
| |  |  |
| Signalisation allemande des vitesses conseillées, indiquant les début et fin de vitesse conseillée |  |  |

La Richtgeschwindigkeit est un terme légal allemand décrivant la vitesse conseillée pour les routes sans vitesse maximale. Sur les autoroutes, la vitesse conseillée est de 130 km/h.
Dépasser la vitesse conseillée n’est pas une offense criminelle ; cependant, en cas d'accident cela peut être considéré comme une augmentation du danger.
En Allemagne, la Autobahn-Richtgeschwindigkeits-Verordnung (Directive sur la vitesse de référence sur autoroute), introduite en 1974, recommande de ne pas dépasser la vitesse de 130 km/h sur les autoroutes et les routes similaires aux autoroutes, dont les voies sont séparées au milieu ou qui ont au moins deux voies par direction, tant qu'il n'y a pas de signalisation routière précisant une vitesse maximale inférieure.
Jusqu'au 31 août 2009, une vitesse conseillée différente pouvait être signalée au travers des panneaux 380 et 381, en accord avec le chapitre §42 du code de la route allemand (le Straßenverkehrsordnung, StVO). Toutefois, ces signes n'étaient que rarement utilisés.

## Signalisation
La signalisation de la vitesse conseillée n'est pas définie par la Convention de Vienne, pour cette raison elle n'est pas internationalement standardisée. 
- Aux États-Unis, un petit signe jaune est utilisé sous le signe principal, ainsi qu'une variation autonome dans la panneau de limitation de vitesse, avec un fond jaune en lieu et place du blanc, les mots speed limit y sont omis et un panonceau additionnel déclare le type de danger à venir. Bien qu'ils listent des vitesses, les vitesses conseillées des États-Unis sont classées comme de signaux d'avertissement et non comme des signaux de réglementation[6].
- L'Australie utilise une conception similaire à celle des États-Unis en dépit de signaux de vitesse conseillée sensiblement différents.
- La Nouvelle-Zélande utilise un fond jaune avec des lettres noires  (similaire à la conception australienne sans les lettres « km/h »).
- L’Allemagne utilise un signal à fond bleu et chiffres blancs, qui se distingue des indications de vitesse minimale par sa forme carrée[5].
- Le Royaume-Uni utilise un panonceau rectangle de couleur blanche avec des lettres noires placé sous le panneau principal pour des temporary situations indiquant « Max Speed »[7],[8].

### Australie

Australie
Australie (sorties d'autoroute)
Australie (sorties d'autoroute, avec indication de la direction)
Victoria, Australie
Australie-Occidentale, Australie (ralentisseurs, appelés « speed bumps »)

### États-Unis

USA (système impérial)
USA (système métrique)
USA (sorties d'autoroute)
USA (rampes d'accès à autoroute)
USA (virages sur autoroute)
USA (danger de renversement de camion)
USA (intégré au signalement de virage dangereux)

### Nouvelle-Zélande

Nouvelle-Zélande
Nouvelle-Zélande (sorties d'autoroute)
Nouvelle-Zélande (virage dangereux)
Nouvelle-Zélande (virage très dangereux)
Nouvelle-Zélande (danger de renversement de camion)

### Autres pays

Majorité de l'Europe
Canada
Canada (Ontario) (accès et sorties d’autoroute)
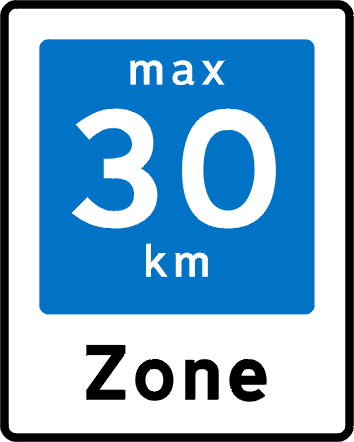
Danemark
Finlande
Japon
Pays-Bas
Norvège
Philippines
Corée du Sud
Suède
Royaume-Uni (mph)
Royaume-Uni (travaux, mph)